# Płoty
Płoty ['pwɔtɨ], tyska: Plathe, kasjubiska: Płota, är en stad i nordvästra Polen, belägen i distriktet Powiat gryficki i Västpommerns vojvodskap, vid floden Rega 75 km nordost om Szczecin. Tätorten har 4 092 invånare (år 2013) och är centralort i en stads- och landskommun med totalt 9 144 invånare.

## Geografi
Staden är belägen vid floden Rega, som härifrån rinner norrut mot Östersjön. Uppströms söder om staden finns en fördämning vid Lisowo där floden utvidgas till en dammsjö.

## Historia

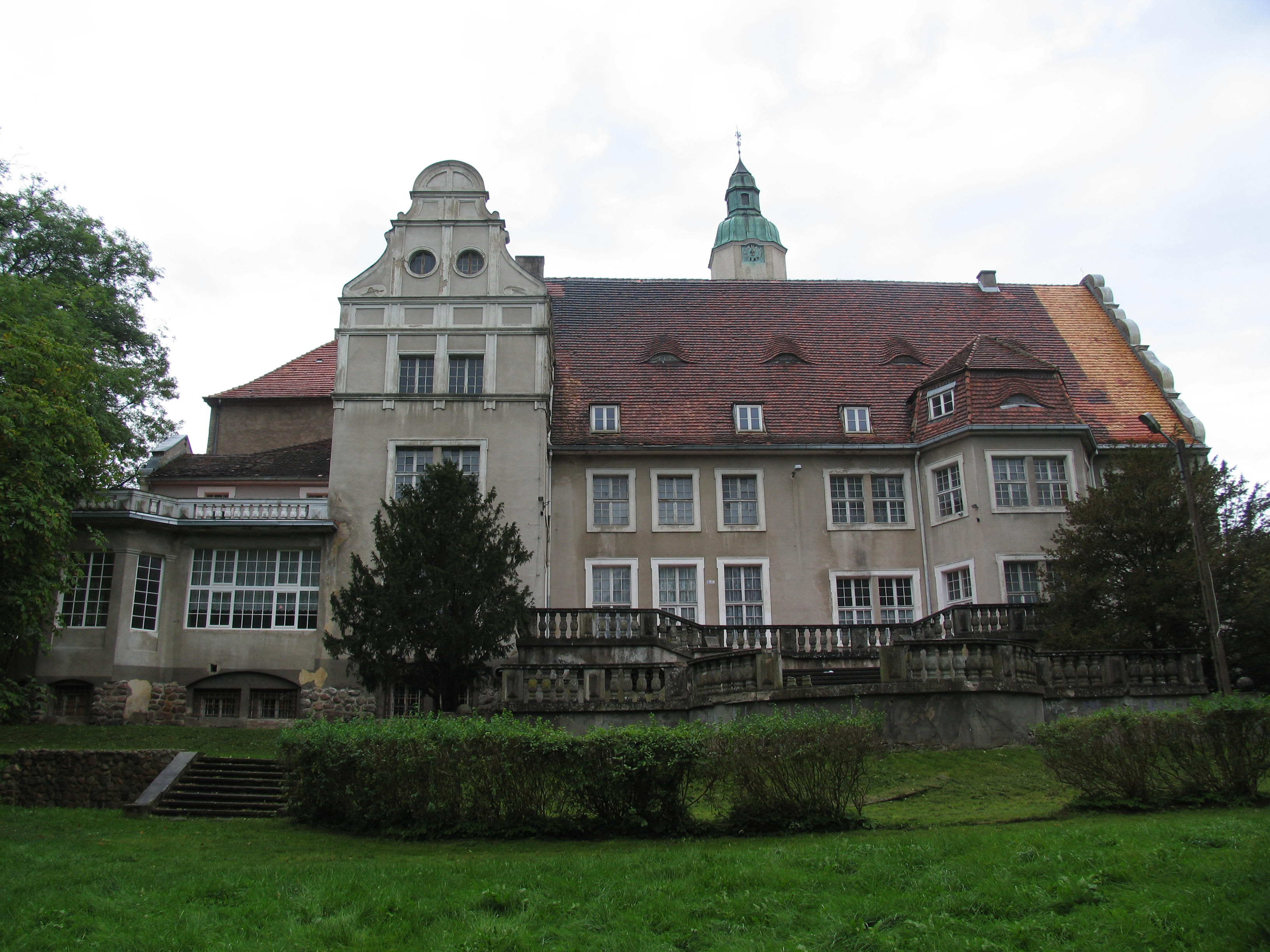
Familjen von der Ostens slott, med det f.d. biblioteket. Samlingarna splittrades vid krigsslutet 1945.

Płoty kännetecknas av de två slotten, och mellan 1577 och 1731 var länsherreskapet i staden delat mellan de adliga familjerna von Blücher och von der Osten. 
I orten har arabiska mynt från 900-talet e.Kr. grävts fram, vilket tyder på att en handelsplats fanns här tidigt. I samband med Ostsiedlung-epoken fick Dubslaw von Woedke i uppdrag av de pommerska hertigarna att uppföra en bosättning vid floden Regas mellersta lopp. Hertigen Barnim I av Pommern gav orten stadsrättigheter enligt lybsk rätt, 160 Hufen land och tolv års skattefrihet. Genom fördraget i Vierraden skänkte Bogislav IV av Pommern staden 1284 till adelsfamiljen von Wedell. Denna familj sålde staden 1367 till släkten von der Osten. Efter trettioåriga kriget blev staden tillsammans med Hinterpommern del av kurfurstendömet Brandenburg, från 1701 därmed även av kungadömet Preussen.
År 1577 sålde Wedige von der Osten släktens borg och delar av staden till Hermann von Blücher. Von der Osten lät uppföra ett nytt slott endast ett par hundra meter från det gamla slottet, och slottet förblev i familjens ägo fram till 1945. Det nuvarande "nya slottet" uppfördes under början av 1900-talet. Stadens delade länsherreskap upphörde 1731, då Matthias Conrad von der Osten (1691–1748), hemligt finansråd och chefspresident för den brandenburgska krigs- och domänkammaren i Berlin, gifte sig med den sista kvinnliga arvingen till den von Blücherska linjen, så att egendomarna förenades.
I slutet av 1700-talet inrättade den preussiska kammarherren Friedrich Wilhelm von der Osten ett bibliotek i det nya slottet, som var en av de största privata samlingarna i Pommern och en av de viktigaste samlingarna kring Pommerns historia. Biblioteket ställdes under statligt skydd på 1800-talet för att bevaras, men samlingarna spreds ut i samband med andra världskrigets slut 1945, då endast delar av samlingarna hann evakueras. Delar av samlingarna finns idag bland annat på universitetet i Łódź, polska nationalbiblioteket i Warszawa, landsarkivet i Greifswald och pommerska regionmuseet i Greifswald.
Staden var från 1818 del av Kreis Regenwalde i provinsen Pommern. 1882 fick staden järnvägsanslutning till Altdamm och Greifenberg in Pommern. Staden industrialiserades dock endast i begränsad omfattning. Slottet byggdes under Karl von Bismarck-Osten ut till Hinterpommerns största slotts- och parkanläggning. Under Weimarrepubliken uppstod nya stadsdelar omkring den gamla stadskärnan.
Staden intogs utan strid av Röda armén 1945 och tillföll Folkrepubliken Polen genom Potsdamöverenskommelsen. Den tysktalande delen av befolkningen fördrevs över den nya polsk-tyska gränsen. Staden döptes av de polska myndigheterna officiellt om till den polska namnformen Płoty, och under åren efter kriget återbefolkades staden av bosättare från andra delar av Polen och de tidigare polska områdena öster om Curzonlinjen.